# Steccherinum resupinatum
Steccherinum resupinatum är en svampart som beskrevs av G. Cunn. 1958. Steccherinum resupinatum ingår i släktet Steccherinum och familjen Meruliaceae.   Inga underarter finns listade i Catalogue of Life.